# Thomas Orde-Lees
Thomas Orde-Lees (1877-1958) était membre de l'expédition Endurance d'Ernest Shackleton et un pionnier du saut en parachute.

## Jeunesse
Thomas Hans Orde-Lees est né le 23 mai 1877 au cours de vacances à Aix-la-Chapelle, ses parents se trouvant alors en Prusse. Sa famille est riche. Son père, Thomas, est un ancien conseiller juridique et le chef de la police de Northampton. La famille vit dans la maison de fonction du chef de police avec une nombreuse domesticité.
Orde-Lees est scolarisé au Marlborough College, à l'École royale de marine à Gosport et à l'Académie royale militaire de Sandhurst. Il entre dans les Royal Marines, et s'élève au grade de lieutenant colonel. En 1900 il est en poste en Chine et lutte contre la révolte des Boxers.

## Imperial Trans-Antarctic Expedition
En 1910 il fait acte de candidature pour l'expédition Terra Nova de Scott mais elle n'est pas retenue. Quand Shackleton prépare son expédition de 1914 il estime avoir besoin d'un représentant de la Royal Navy afin d'obtenir un appui politique et militaire. Orde-Lees, en tant que skieur et mécanicien moteur fait parfaitement l'affaire, et Shackleton obtient de Churchill qu'il soit relevé de ses obligations militaires pour rejoindre l'expédition en tant que magasinier.
À bord il se révèle vite impopulaire. Il est en effet assez condescendant avec tout l'équipage et passablement paresseux. Il n'en est pas moins un magasinier efficace. Il est passionné d'activité physique et a emmené son vélo si bien qu'une fois le navire pris dans les glaces, il part souvent pédaler sur le pack. Shackleton finit d'ailleurs par lui ordonner de ne plus quitter le navire seul après avoir dû envoyer une équipe de secours le rechercher car il s'était perdu.
Quand l’Endurance sombre, Shackleton prend les trois canots de sauvetage et conduit ses hommes vers l'eau libre d'où ils naviguent vers l'île de l'Éléphant. Orde-Lees prend place à bord du Dudley Docker sous le commandement de Frank Worsley mais ne réussit pas à faire contre-poids avec les autres hommes lorsqu'un coup de vent menace de renverser l'embarcation. Bravant les ordres de Worsley, il se glisse dans son sac de couchage au lieu d'aider les rameurs aux avirons, mais écope quand le bateau est sur le point de sombrer.
Une fois en sécurité sur l'île de l'Éléphant, Shackleton et cinq hommes mettent le cap sur la Géorgie du sud à bord du James Caird pour y chercher du secours. Ceux qui restent, dont Orde-Lees, passent plus de quatre mois sous deux canots retournés. Ils sont finalement secourus le 30 août 1916.
À la suite de l'expédition, Orde-Lees reçoit la médaille polaire.

## Après l'expédition
À son retour en Angleterre il sert sur le front ouest dans le Balloon Corps, Orde-Lees, et avec l'aide de Shackleton, trouve une place au sein du Royal Flying Corps où il devint un promoteur enthousiaste du parachute. Il saute du haut de Tower Bridge dans la Tamise pour démontrer l'efficacité de cet équipement et cela engendre la formation d'une division de parachutiste dont il prend la tête. 
Après la guerre, il démissionne (d'après certaines informations pour éviter d'être traîné en cour martiale après avoir été mêlé à une compétition de parachutisme féminin organisée par le Daily Mail) et déménage pour le Japon où il enseigne le parachutisme à l'armée de l'air japonaise. Il travaille un temps comme correspondant pour le Times à Tokyo, ce qui le conduit à être embauché à l'ambassade britannique. Sa première femme est morte et il se remarie à une japonaise nommée Hisako Hoya. Il passe 20 ans à enseigner l'anglais et lire les nouvelles en anglais sur les ondes de la radio japonaise, mais quand le Japon entre en guerre en 1941, il s'installe à Wellington en Nouvelle-Zélande. Il trouve là-bas un emploi moins prestigieux à la New Zealand Correspondence School, bien que des rumeurs courent sur son compte : il serait un espion du gouvernement britannique. Après la guerre il tient régulièrement la plume pour la rubrique des voyages pour enfants dans le Southern Cross Newspaper et collabore à l'élaboration du Commonwealth Trans-Antarctic Expedition.
Il meurt le 1er décembre 1958 après avoir été enfermé dans un hôpital psychiatrique en raison de sa démence. Il est enterré au cimetière de Karori, à  Wellington, tout près de son camarade de l’Endurance, Harry McNish.